# Afrikaans kampioenschap voetbal 2017

Kampioen
Tweede
Derde
Vierde
Kwartfinale
Groepsfase

De 31ste editie van het Afrikaans kampioenschap voetbal vond in 2017 plaats in Gabon. Van 14 januari tot en met 5 februari speelden zestien landenteams in een knock-outsysteem, waarbij de winnaar zich kwalificeerde voor de FIFA Confederations Cup 2017 in Rusland, later in het jaar. Guinee-Bissau debuteerde tijdens het toernooi op het Afrikaans kampioenschap. Titelverdediger Ivoorkust werd in de groepsfase uitgeschakeld. Kameroen werd op 5 februari kampioen door in de finale Egypte te verslaan met 2–1. Burkina Faso werd derde.

## Organiserend land

### Eerdere toewijzingen
Zuid-Afrika
In november 2010 maakte de Afrikaanse voetbalbond (CAF) bekend dat na het afvallen van de kandidatuur van Congo-Kinshasa, Marokko en Zuid-Afrika als enige landen nog in de race waren voor de toernooien van zowel 2015 als 2017. Twee maanden later wees de CAF het toernooi toe aan Zuid-Afrika.
Libië
In september 2011 besloot de CAF om de organisatie van de toernooien van 2013 en 2017 om te wisselen. Aanleiding was de opstand in Libië in 2011. Zuid-Afrika kon, gebruik makend van zijn infrastructuur van het wereldkampioenschap van 2010, de organisatie op korte termijn overnemen en Libië kreeg meer voorbereidingstijd om onder meer het land te stabiliseren. Op 23 augustus 2014 werd bekendgemaakt dat Libië de organisatierechten waren ontnomen door de onstabiele situatie in het land. Landen hadden tot 30 september 2014 de tijd om interesse voor de organisatie kenbaar te maken.

## Kwalificatie
Gabon is als gastland al geplaatst voor het toernooi. De andere 51 landen plaatsen zich via een kwalificatietoernooi. Dat toernooi vindt plaats tussen 12 juni 2015 en 4 september 2016. Er wordt gespeeld in 12 groepen van 4 en 1 groep van 3 landen. De loting voor de kwalificatie was op 8 april 2015 in Caïro, Egypte.
De groepswinnaar en de 2 beste nummers 2 (groep I met 3 landen telt hierin niet mee) plaatsen zich voor het hoofdtoernooi.

### Gekwalificeerde landen
| Land           | Gekwalificeerd als | Datum van Kwalificatie | Aantal deelnames | Laatste deelname | Beste resultaat                                    |
| -------------- | ------------------ | ---------------------- | ---------------- | ---------------- | -------------------------------------------------- |
| Gabon          | Gastland           | 8 april 2015           | 6                | 2015             | Kwartfinale (1996, 2012)                           |
| Marokko        | Winnaar Groep F    | 29 maart 2016          | 15               | 2013             | Winnaar (1976)                                     |
| Algerije       | Winnaar Groep J    | 2 juni 2016            | 16               | 2015             | Winnaar (1990)                                     |
| Kameroen       | Winnaar Groep M    | 3 juni 2016            | 17               | 2015             | Winnaar (1984,1988,2000,2002)                      |
| Senegal        | Winnaar Groep K    | 4 juni 2016            | 13               | 2015             | Tweede (2002)                                      |
| Egypte         | Winnaar Groep G    | 4 juni 2016            | 22               | 2010             | Winnaar (1957, 1959, 1986, 1998, 2006, 2008, 2010) |
| Ghana          | Winnaar Groep H    | 5 juni 2016            | 20               | 2015             | Winnaar (1963, 1965, 1978, 1982)                   |
| Guinee-Bissau  | Winnaar Groep E    | 5 juni 2016            | 0                |                  | Debuteert                                          |
| Zimbabwe       | Winnaar Groep L    | 5 juni 2016            | 2                | 2006             | Groepsfase (2002, 2006)                            |
| Mali           | Winnaar Groep C    | 5 juni 2016            | 9                | 2015             | Tweede (1972)                                      |
| Ivoorkust      | Winnaar Groep I    | 3 september 2016       | 21               | 2015             | Winnaar (1992,2015)                                |
| Burkina Faso   | Winnaar Groep D    | 4 september 2016       | 10               | 2015             | Finale (2013)                                      |
| Tunesië        | Winnaar Groep A    | 4 september 2016       | 16               | 2013             | Winnaar (2004)                                     |
| Congo-Kinshasa | Winnaar Groep B    | 4 september 2016       | 17               | 2015             | Winnaar (1968,1974)                                |
| Oeganda        | Tweede Groep D     | 4 september 2016       | 5                | 1978             | Tweede (1978)                                      |
| Togo           | Tweede Groep A     | 4 september 2016       | 7                | 2013             | Kwartfinale (2013)                                 |

## Speelsteden

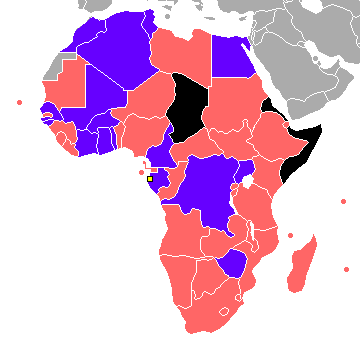
Deelnemende landen

| Oyem                                    | · Oyem Franceville Libreville Port-Gentil |
| Stade d'Oyem Capaciteit: 20.400         | · Oyem Franceville Libreville Port-Gentil |
| Franceville                             | · Oyem Franceville Libreville Port-Gentil |
| Stade de Franceville Capaciteit: 35.000 | · Oyem Franceville Libreville Port-Gentil |
| Libreville                              | · Oyem Franceville Libreville Port-Gentil |
| Stade d'Angondjé Capaciteit: 40.000     | · Oyem Franceville Libreville Port-Gentil |
| Port-Gentil                             | · Oyem Franceville Libreville Port-Gentil |
| Stade de Port-Gentil Capaciteit: 40.000 | · Oyem Franceville Libreville Port-Gentil |

## Scheidsrechters
De volgende scheidsrechters werden geselecteerd voor deze editie van de Afrika Cup.
Scheidsrechters
- Gehad Grisha (Egypte)
- Youssef Essrayri (Tunesië)
- Mehdi Abid Charef (Algerije)
- Janny Sikazwe (Zambia)
- Bakary Gassama (Gambia)
- Daniel Bennett (Zuid-Afrika)

- Joshua Bondo (Botswana)
- Sidi Alioum (Kameroen)
- Denis Dembele (Ivoorkust)
- Bamlak Tessema Weyesa (Ethiopië)
- Eric Otogo-Castane (Gabon)
- Hamada Nampiandraza (Madagaskar)

- Mahamadou Keita (Mali)
- Ali Lemghaifry (Mauritanië)
- Redouane Jiyed (Marokko)
- Malang Diedhiou (Senegal)
- Bernard Camille (Seychellen)

Assistent scheidsrechters
- Albdelhak Etchiali (Algerije)
- Jerson Emiliano Dos Santos (Angola)
- Jean-Claude Birumushahu (Burundi)
- Evarist Menkouande (Kameroen)
- Elvis Guy Noupue Nguegoue (Kameroen)
- Marius Donatien Tan (Ivoorkust)
- Tahssen Abo El Sadat Bedyer (Egypte)

- Theophile Vinga (Gabon)
- Aboubacar Doumbouya (Guinee)
- Marwa Range (Kenia)
- Redouane Achik (Marokko)
- Arsénio Chadreque Marengula (Mozambique)
- Yahaya Mahamadou (Niger)
- Abel Baba (Nigeria)

- Olivier Safari Kabene (Congo-Kinshasa)
- Djibril Camara (Senegal)
- El Hadji Malick Samba (Senegal)
- Zakhele Siwela (Zuid-Afrika)
- Ali Waleed Ahmed (Soedan)
- Mohammed Abdallah Ibrahim (Soedan)
- Anouar Hmila (Tunesië)

## Loting
De loting zal plaatsvinden op 19 oktober 2016 in Libreville, Gabon. De punten en poule-indeling zijn gebaseerd op de resultaten van de afgelopen edities van de Afrika Cup en het WK-voetbal. Gabon en Ivoorkust zijn zonder loting als in de poules geplaatst omdat zij respectievelijk gastland en titelhouder zijn.
| Pot 1                                                                                           | Pot 2                                                                                | Pot 3                                                                   | Pot 4                                                                      |
| ----------------------------------------------------------------------------------------------- | ------------------------------------------------------------------------------------ | ----------------------------------------------------------------------- | -------------------------------------------------------------------------- |
| Gabon (gastland; poule A) Ivoorkust (titelhouder; poule C) Ghana (56.5 pnt) Algerije (43.5 pnt) | Tunesië (34.5 pnt) Mali (33.5 pnt) Burkina Faso (33.5 pnt) Congo-Kinshasa (29.5 pnt) | Kameroen (29 pnt) Senegal (24 pnt) Marokko (18.5 pnt) Egypte (15.5 pnt) | Togo (15.5 pnt) Oeganda (12 pnt) Zimbabwe (10 pnt) Guinee-Bissau (8.5 pnt) |

## Groepsfase

### Groep A
| Pos | Land          | Wed | Win | Gel | Ver | DV | DT | +/– | Pnt |
| --- | ------------- | --- | --- | --- | --- | -- | -- | --- | --- |
| 1   | Burkina Faso  | 3   | 1   | 2   | 0   | 4  | 2  | +2  | 5   |
| 2   | Kameroen      | 3   | 1   | 2   | 0   | 3  | 2  | +1  | 5   |
| 3   | Gabon         | 3   | 0   | 3   | 0   | 2  | 2  | 0   | 3   |
| 4   | Guinee-Bissau | 3   | 0   | 1   | 2   | 2  | 5  | –3  | 1   |

|                                                  |                |       |               |                                                                                 |
| 14 januari 2017 «onderlinge duels» 17:00 (UTC+1) | Gabon          | 1 – 1 | Guinee-Bissau | Stade de l'Amitié, Libreville Toeschouwers: 39.230 Scheidsrechter: Gehad Grisha |
| 14 januari 2017 «onderlinge duels» 17:00 (UTC+1) | Aubameyang 52' |       | 90+1' Juary   | Stade de l'Amitié, Libreville Toeschouwers: 39.230 Scheidsrechter: Gehad Grisha |

|                                                  |              |       |               |                                                             |
| 14 januari 2017 «onderlinge duels» 20:00 (UTC+1) | Burkina Faso | 1 – 1 | Kameroen      | Stade de l'Amitié, Libreville Scheidsrechter: Janny Sikazwe |
| 14 januari 2017 «onderlinge duels» 20:00 (UTC+1) | Dayo 75'     |       | 35' Moukandjo | Stade de l'Amitié, Libreville Scheidsrechter: Janny Sikazwe |

|                                                  |                       |       |              |                                                              |
| 18 januari 2017 «onderlinge duels» 17:00 (UTC+1) | Gabon                 | 1 – 1 | Burkina Faso | Stade de l'Amitié, Libreville Scheidsrechter: Bakary Gassama |
| 18 januari 2017 «onderlinge duels» 17:00 (UTC+1) | Aubameyang 38' (pen.) |       | 23' Nakoulma | Stade de l'Amitié, Libreville Scheidsrechter: Bakary Gassama |

|                                                  |                              |       |               |                                                                |
| 18 januari 2017 «onderlinge duels» 20:00 (UTC+1) | Kameroen                     | 2 – 1 | Guinee-Bissau | Stade de l'Amitié, Libreville Scheidsrechter: Youssef Essrayri |
| 18 januari 2017 «onderlinge duels» 20:00 (UTC+1) | Siani 61' Ngadeu-Ngadjui 78' |       | 13' Piqueti   | Stade de l'Amitié, Libreville Scheidsrechter: Youssef Essrayri |

|                                                  |          |       |       |                                                              |
| 22 januari 2017 «onderlinge duels» 20:00 (UTC+1) | Kameroen | 0 – 0 | Gabon | Stade de l'Amitié, Libreville Scheidsrechter: Daniel Bennett |
| 22 januari 2017 «onderlinge duels» 20:00 (UTC+1) |          |       |       | Stade de l'Amitié, Libreville Scheidsrechter: Daniel Bennett |

|                                                  |               |                                     |              |                                                                         |
| 22 januari 2017 «onderlinge duels» 20:00 (UTC+1) | Guinee-Bissau | 0 – 2                               | Burkina Faso | Stade de Franceville, Franceville Scheidsrechter: Bamlak Tessema Weyesa |
| 22 januari 2017 «onderlinge duels» 20:00 (UTC+1) |               | 12' (e.d.) Rudinilson 58' B. Traoré |              | Stade de Franceville, Franceville Scheidsrechter: Bamlak Tessema Weyesa |

### Groep B
| Pos | Land     | Wed | Win | Gel | Ver | DV | DT | +/– | Pnt |
| --- | -------- | --- | --- | --- | --- | -- | -- | --- | --- |
| 1   | Senegal  | 3   | 2   | 1   | 0   | 6  | 2  | +4  | 7   |
| 2   | Tunesië  | 3   | 2   | 0   | 1   | 6  | 5  | +1  | 6   |
| 3   | Algerije | 3   | 0   | 2   | 1   | 5  | 6  | –1  | 2   |
| 4   | Zimbabwe | 3   | 0   | 1   | 2   | 4  | 8  | –4  | 1   |

|                                                  |                 |       |                                 |                                                                         |
| 15 januari 2017 «onderlinge duels» 17:00 (UTC+1) | Algerije        | 2 – 2 | Zimbabwe                        | Stade de Franceville, Franceville Scheidsrechter: Bamlak Tessema Weyesa |
| 15 januari 2017 «onderlinge duels» 17:00 (UTC+1) | Mahrez 12', 82' |       | 17' Mahachi 29' (pen.) Mushekwi | Stade de Franceville, Franceville Scheidsrechter: Bamlak Tessema Weyesa |

|                                                  |         |                            |         |                                                               |
| 15 januari 2017 «onderlinge duels» 20:00 (UTC+1) | Tunesië | 0 – 2                      | Senegal | Stade de Franceville, Franceville Scheidsrechter: Sidi Alioum |
| 15 januari 2017 «onderlinge duels» 20:00 (UTC+1) |         | 10' (pen.) Mané 30' Mbodji |         | Stade de Franceville, Franceville Scheidsrechter: Sidi Alioum |

|                                                  |           |       |                                   |                                                                   |
| 19 januari 2017 «onderlinge duels» 17:00 (UTC+1) | Algerije  | 1 – 2 | Tunesië                           | Stade de Franceville, Franceville Scheidsrechter: Bernard Camille |
| 19 januari 2017 «onderlinge duels» 17:00 (UTC+1) | Hanni 90' |       | 50' (e.d.) Mandi 66' (pen.) Sliti | Stade de Franceville, Franceville Scheidsrechter: Bernard Camille |

|                                                  |                    |       |          |                                                                  |
| 19 januari 2017 «onderlinge duels» 20:00 (UTC+1) | Senegal            | 2 – 0 | Zimbabwe | Stade de Franceville, Franceville Scheidsrechter: Redouane Jiyed |
| 19 januari 2017 «onderlinge duels» 20:00 (UTC+1) | Mané 9' Saivet 13' |       |          | Stade de Franceville, Franceville Scheidsrechter: Redouane Jiyed |

|                                                  |                  |       |                  |                                                            |
| 23 januari 2017 «onderlinge duels» 20:00 (UTC+1) | Senegal          | 2 – 2 | Algerije         | Stade de l'Amitié, Libreville Scheidsrechter: Joshua Bondo |
| 23 januari 2017 «onderlinge duels» 20:00 (UTC+1) | Diop 44' Sow 53' |       | 10', 52' Slimani | Stade de l'Amitié, Libreville Scheidsrechter: Joshua Bondo |

|                                                  |                      |       |                                                    |                                                                 |
| 23 januari 2017 «onderlinge duels» 20:00 (UTC+1) | Zimbabwe             | 2 – 4 | Tunesië                                            | Stade de Franceville, Franceville Scheidsrechter: Denis Dembélé |
| 23 januari 2017 «onderlinge duels» 20:00 (UTC+1) | Musona 42' Ndoro 58' |       | 9' Sliti 22' Msakni 36' Khenissi 45' (pen.) Khazri | Stade de Franceville, Franceville Scheidsrechter: Denis Dembélé |

### Groep C
| Pos | Land           | Wed | Win | Gel | Ver | DV | DT | +/– | Pnt |
| --- | -------------- | --- | --- | --- | --- | -- | -- | --- | --- |
| 1   | Congo-Kinshasa | 3   | 2   | 1   | 0   | 6  | 3  | +3  | 7   |
| 2   | Marokko        | 3   | 2   | 0   | 1   | 4  | 2  | +2  | 6   |
| 3   | Ivoorkust      | 3   | 0   | 2   | 1   | 2  | 3  | –1  | 2   |
| 4   | Togo           | 3   | 0   | 1   | 2   | 2  | 6  | –4  | 1   |

|                                                  |           |       |      |                                                       |
| 16 januari 2017 «onderlinge duels» 17:00 (UTC+1) | Ivoorkust | 0 – 0 | Togo | Stade d'Oyem, Oyem Scheidsrechter: Eric Otogo-Castane |
| 16 januari 2017 «onderlinge duels» 17:00 (UTC+1) |           |       |      | Stade d'Oyem, Oyem Scheidsrechter: Eric Otogo-Castane |

|                                                  |                                  |       |         |                                                        |
| 16 januari 2017 «onderlinge duels» 20:00 (UTC+1) | Congo-Kinshasa                   | 1 – 0 | Marokko | Stade d'Oyem, Oyem Scheidsrechter: Hamada Nampiandraza |
| 16 januari 2017 «onderlinge duels» 20:00 (UTC+1) | Kabananga 55' Mutambala 74', 81' |       |         | Stade d'Oyem, Oyem Scheidsrechter: Hamada Nampiandraza |

|                                                  |                  |       |                          |                                                  |
| 20 januari 2017 «onderlinge duels» 17:00 (UTC+1) | Ivoorkust        | 2 – 2 | Congo-Kinshasa           | Stade d'Oyem, Oyem Scheidsrechter: Janny Sikazwe |
| 20 januari 2017 «onderlinge duels» 17:00 (UTC+1) | Bony 25' Dié 67' |       | 10' Kebano 28' Kabananga | Stade d'Oyem, Oyem Scheidsrechter: Janny Sikazwe |

|                                                  |                                        |       |            |                                                    |
| 20 januari 2017 «onderlinge duels» 20:00 (UTC+1) | Marokko                                | 3 – 1 | Togo       | Stade d'Oyem, Oyem Scheidsrechter: Mahamadou Keita |
| 20 januari 2017 «onderlinge duels» 20:00 (UTC+1) | Bouhaddouz 14' Saïss 21' En-Nesyri 72' |       | 5' Dossevi | Stade d'Oyem, Oyem Scheidsrechter: Mahamadou Keita |

|                                                  |            |       |           |                                                |
| 24 januari 2017 «onderlinge duels» 20:00 (UTC+1) | Marokko    | 1 – 0 | Ivoorkust | Stade d'Oyem, Oyem Scheidsrechter: Sidi Alioum |
| 24 januari 2017 «onderlinge duels» 20:00 (UTC+1) | Alioui 64' |       |           | Stade d'Oyem, Oyem Scheidsrechter: Sidi Alioum |

|                                                  |          |       |                                     |                                                                   |
| 24 januari 2017 «onderlinge duels» 20:00 (UTC+1) | Togo     | 1 – 3 | Congo-Kinshasa                      | Stade de Port-Gentil, Port-Gentil Scheidsrechter: Malang Diedhiou |
| 24 januari 2017 «onderlinge duels» 20:00 (UTC+1) | Laba 69' |       | 29' Kabananga 54' Mubele 80' M'Poku | Stade de Port-Gentil, Port-Gentil Scheidsrechter: Malang Diedhiou |

### Groep D
| Pos | Land    | Wed | Win | Gel | Ver | DV | DT | +/– | Pnt |
| --- | ------- | --- | --- | --- | --- | -- | -- | --- | --- |
| 1   | Egypte  | 3   | 2   | 1   | 0   | 2  | 0  | +2  | 7   |
| 2   | Ghana   | 3   | 2   | 0   | 1   | 2  | 1  | +1  | 6   |
| 3   | Mali    | 3   | 0   | 2   | 1   | 1  | 2  | –1  | 2   |
| 4   | Oeganda | 3   | 0   | 1   | 2   | 1  | 3  | –2  | 1   |

|                                                  |                    |       |         |                                                                |
| 17 januari 2017 «onderlinge duels» 17:00 (UTC+1) | Ghana              | 1 – 0 | Oeganda | Stade de Port-Gentil, Port-Gentil Scheidsrechter: Joshua Bondo |
| 17 januari 2017 «onderlinge duels» 17:00 (UTC+1) | A. Ayew 32' (pen.) |       |         | Stade de Port-Gentil, Port-Gentil Scheidsrechter: Joshua Bondo |

|                                                  |      |       |        |                                                                  |
| 17 januari 2017 «onderlinge duels» 20:00 (UTC+1) | Mali | 0 – 0 | Egypte | Stade de Port-Gentil, Port-Gentil Scheidsrechter: Daniel Bennett |
| 17 januari 2017 «onderlinge duels» 20:00 (UTC+1) |      |       |        | Stade de Port-Gentil, Port-Gentil Scheidsrechter: Daniel Bennett |

|                                                  |          |       |      |                                                                     |
| 21 januari 2017 «onderlinge duels» 17:00 (UTC+1) | Ghana    | 1 – 0 | Mali | Stade de Port-Gentil, Port-Gentil Scheidsrechter: Mehdi Abid Charef |
| 21 januari 2017 «onderlinge duels» 17:00 (UTC+1) | Gyan 21' |       |      | Stade de Port-Gentil, Port-Gentil Scheidsrechter: Mehdi Abid Charef |

|                                                  |          |       |         |                                                                   |
| 21 januari 2017 «onderlinge duels» 20:00 (UTC+1) | Egypte   | 1 – 0 | Oeganda | Stade de Port-Gentil, Port-Gentil Scheidsrechter: Malang Diedhiou |
| 21 januari 2017 «onderlinge duels» 20:00 (UTC+1) | Said 89' |       |         | Stade de Port-Gentil, Port-Gentil Scheidsrechter: Malang Diedhiou |

|                                                  |              |       |       |                                                                  |
| 25 januari 2017 «onderlinge duels» 20:00 (UTC+1) | Egypte       | 1 – 0 | Ghana | Stade de Port-Gentil, Port-Gentil Scheidsrechter: Bakary Gassama |
| 25 januari 2017 «onderlinge duels» 20:00 (UTC+1) | M. Salah 11' |       |       | Stade de Port-Gentil, Port-Gentil Scheidsrechter: Bakary Gassama |

|                                                  |          |       |              |                                                   |
| 25 januari 2017 «onderlinge duels» 20:00 (UTC+1) | Oeganda  | 1 – 1 | Mali         | Stade d'Oyem, Oyem Scheidsrechter: Ali Lemghaifry |
| 25 januari 2017 «onderlinge duels» 20:00 (UTC+1) | Miya 70' |       | 73' Bissouma | Stade d'Oyem, Oyem Scheidsrechter: Ali Lemghaifry |

## Knock-outfase
|  | kwartfinale              | kwartfinale              |                         |       | halve finale             | halve finale             |   |  | finale | finale |
|  |                          |                          |                         |       |                          |                          |   |  |        |        |
|  | 28 januari – Libreville  |                          |                         |       |                          |                          |   |  |        |        |
|  |                          |                          |                         |       |                          |                          |   |  |        |        |
|  | Burkina Faso             | 2                        |                         |       |                          |                          |   |  |        |        |
|  | Burkina Faso             | 2                        | 1 februari – Libreville |       |                          |                          |   |  |        |        |
|  | Tunesië                  | 0                        |                         |       |                          |                          |   |  |        |        |
|  | Tunesië                  | 0                        | Burkina Faso            | 1 (3) |                          |                          |   |  |        |        |
|  | 29 januari – Port-Gentil |                          | Burkina Faso            | 1 (3) |                          |                          |   |  |        |        |
|  |                          | Egypte                   | 1 (4)                   |       |                          |                          |   |  |        |        |
|  | Egypte                   | Egypte                   | 1 (4)                   | 1     |                          |                          |   |  |        |        |
|  | Egypte                   |                          | 5 februari – Libreville | 1     |                          |                          |   |  |        |        |
|  | Marokko                  | 0                        |                         |       |                          |                          |   |  |        |        |
|  | Marokko                  | 0                        | Egypte                  | 1     |                          |                          |   |  |        |        |
|  | 28 januari – Oyem        |                          | Egypte                  | 1     |                          |                          |   |  |        |        |
|  |                          | Kameroen                 | 2                       |       |                          |                          |   |  |        |        |
|  | Senegal                  | Kameroen                 | 2                       | 0 (4) |                          |                          |   |  |        |        |
|  | Senegal                  | 2 februari – Franceville |                         | 0 (4) |                          |                          |   |  |        |        |
|  | Kameroen                 | 0 (5)                    |                         |       |                          |                          |   |  |        |        |
|  | Kameroen                 | 0 (5)                    | Kameroen                | 2     | derde plaats             | derde plaats             |   |  |        |        |
|  | 29 januari – Franceville |                          | Kameroen                | 2     | derde plaats             | derde plaats             |   |  |        |        |
|  |                          | Ghana                    | 0                       |       | 4 februari – Port-Gentil | 4 februari – Port-Gentil |   |  |        |        |
|  | Congo-Kinshasa           | Ghana                    | 0                       | 1     | 4 februari – Port-Gentil | 4 februari – Port-Gentil |   |  |        |        |
|  | Congo-Kinshasa           |                          |                         |       |                          | Burkina Faso             | 1 |  |        |        |
|  | Ghana                    | 2                        |                         |       |                          | Burkina Faso             | 1 |  |        |        |
|  | Ghana                    | 2                        | Ghana                   | 0     |                          |                          |   |  |        |        |
|  |                          |                          | Ghana                   | 0     |                          |                          |   |  |        |        |

### Kwartfinale
|                                                  |                        |       |         |                                                              |
| 28 januari 2017 «onderlinge duels» 17:00 (UTC+1) | Burkina Faso           | 2 – 0 | Tunesië | Stade de l'Amitié, Libreville Scheidsrechter: Daniel Bennett |
| 28 januari 2017 «onderlinge duels» 17:00 (UTC+1) | Bancé 81' Nakoulma 85' |       |         | Stade de l'Amitié, Libreville Scheidsrechter: Daniel Bennett |

|                                                  |                                |              |                                        |                                                                 |
| 28 januari 2017 «onderlinge duels» 20:00 (UTC+1) | Senegal                        | 0 – 0 (n.v.) | Kameroen                               | Stade de Franceville, Franceville Scheidsrechter: Janny Sikazwe |
| 28 januari 2017 «onderlinge duels» 20:00 (UTC+1) |                                |              |                                        | Stade de Franceville, Franceville Scheidsrechter: Janny Sikazwe |
| 28 januari 2017 «onderlinge duels» 20:00 (UTC+1) | Strafschoppen                  |              |                                        | Stade de Franceville, Franceville Scheidsrechter: Janny Sikazwe |
| 28 januari 2017 «onderlinge duels» 20:00 (UTC+1) | Koulibaly Kara Sow Saivet Mané | 4–5          | Moukandjo Oyongo Teikeu Zoua Aboubakar | Stade de Franceville, Franceville Scheidsrechter: Janny Sikazwe |

|                                                  |                |       |                                |                                                    |
| 29 januari 2017 «onderlinge duels» 17:00 (UTC+1) | Congo-Kinshasa | 1 – 2 | Ghana                          | Stade d'Oyem, Oyem Scheidsrechter: Bernard Camille |
| 29 januari 2017 «onderlinge duels» 17:00 (UTC+1) | M'Poku 68'     |       | 63' J. Ayew 78' (pen.) A. Ayew | Stade d'Oyem, Oyem Scheidsrechter: Bernard Camille |

|                                                  |             |       |         |                                                                      |
| 29 januari 2017 «onderlinge duels» 20:00 (UTC+1) | Egypte      | 1 – 0 | Marokko | Stade de Port-Gentil, Port-Gentil Scheidsrechter: Eric Otogo-Castane |
| 29 januari 2017 «onderlinge duels» 20:00 (UTC+1) | Kahraba 88' |       |         | Stade de Port-Gentil, Port-Gentil Scheidsrechter: Eric Otogo-Castane |

### Halve finale
|                                                  |                                         |              |                                  |                                                               |
| 1 februari 2017 «onderlinge duels» 20:00 (UTC+1) | Burkina Faso                            | 1 – 1 (n.v.) | Egypte                           | Stade de l'Amitié, Libreville Scheidsrechter: Malang Diedhiou |
| 1 februari 2017 «onderlinge duels» 20:00 (UTC+1) | Bancé 73'                               |              | 66' M. Salah                     | Stade de l'Amitié, Libreville Scheidsrechter: Malang Diedhiou |
| 1 februari 2017 «onderlinge duels» 20:00 (UTC+1) | Strafschoppen                           |              |                                  | Stade de l'Amitié, Libreville Scheidsrechter: Malang Diedhiou |
| 1 februari 2017 «onderlinge duels» 20:00 (UTC+1) | Al. Traoré Diawara Yago Koffi B. Traoré | 3–4          | Said Sobhi Hegazy M. Salah Warda | Stade de l'Amitié, Libreville Scheidsrechter: Malang Diedhiou |

|                                                  |                                   |       |       |                                                                  |
| 2 februari 2017 «onderlinge duels» 20:00 (UTC+1) | Kameroen                          | 2 – 0 | Ghana | Stade de Franceville, Franceville Scheidsrechter: Bakary Gassama |
| 2 februari 2017 «onderlinge duels» 20:00 (UTC+1) | Ngadeu-Ngadjui 72' Bassogog 90+3' |       |       | Stade de Franceville, Franceville Scheidsrechter: Bakary Gassama |

### Troostfinale
|                                                  |               |       |       |                                                                     |
| 4 februari 2017 «onderlinge duels» 20:00 (UTC+1) | Burkina Faso  | 1 – 0 | Ghana | Stade de Port-Gentil, Port-Gentil Scheidsrechter: Mehdi Abid Charef |
| 4 februari 2017 «onderlinge duels» 20:00 (UTC+1) | A. Traoré 89' |       |       | Stade de Port-Gentil, Port-Gentil Scheidsrechter: Mehdi Abid Charef |

### Finale
|                                                  |            |       |                           |                                                             |
| 5 februari 2017 «onderlinge duels» 20:00 (UTC+1) | Egypte     | 1 – 2 | Kameroen                  | Stade de l'Amitié, Libreville Scheidsrechter: Janny Sikazwe |
| 5 februari 2017 «onderlinge duels» 20:00 (UTC+1) | Elneny 22' |       | 60' Nkoulou 89' Aboubakar | Stade de l'Amitié, Libreville Scheidsrechter: Janny Sikazwe |

| Afrikaans kampioenschap voetbal Winnaar 2017 |
| -------------------------------------------- |
| KAMEROEN 5de titel                           |

## Prijzen
CAF Team van het toernooi:
| Man van het toernooi: Christian Bassogog (Kameroen) Topscorer: Junior Kabananga (3 goals) 11 spelers (2 goals) Fair-play: Egypte |

## Doelpuntenmakers
3 doelpunten
- Junior Kabananga

2 doelpunten
- Riyad Mahrez
- Islam Slimani
- Aristide Bancé
- Préjuce Nakoulma

- Michael Ngadeu-Ngadjui
- Paul-José M'Poku
- Mohamed Salah
- Pierre-Emerick Aubameyang

- André Ayew
- Sadio Mané
- Naïm Sliti

1 doelpunt
- Sofiane Hanni
- Issoufou Dayo
- Alain Traoré
- Bertrand Traoré
- Vincent Aboubakar
- Christian Bassogog
- Benjamin Moukandjo
- Nicolas Nkoulou
- Sébastien Siani
- Neeskens Kebano
- Firmin Ndombe Mubele
- Mohamed Elneny
- Kahraba

- Abdallah Said
- Jordan Ayew
- Asamoah Gyan
- Piqueti
- Juary Soares
- Wilfried Bony
- Serey Dié
- Yves Bissouma
- Rachid Alioui
- Aziz Bouhaddouz
- Youssef En-Nesyri
- Romain Saïss
- Papakouli Diop

- Kara Mbodji
- Henri Saivet
- Moussa Sow
- Mathieu Dossevi
- Kodjo Fo-Doh Laba
- Wahbi Khazri
- Taha Yassine Khenissi
- Youssef Msakni
- Farouk Miya
- Kudakwashe Mahachi
- Tendai Ndoro
- Nyasha Mushekwi
- Knowledge Musona

Eigen doelpunten
- Aïssa Mandi (tegen Tunesië)
- Rudinilson Silva (tegen Burkina Faso)

Stade d'Oyem (Oyem) · Stade de Franceville (Franceville) · Stade d'Angondjé (Libreville) · Stade de Port-Gentil (Port-Gentil)